# Ceylonosticta walli
Ceylonosticta walli – gatunek ważki z rodziny Platystictidae. Endemit Sri Lanki.